# Myxobolus cerebralis
Myxobolus cerebralis is een parasiet die voorkomt in zalmachtigen en forel. De ziekteveroorzaker komt wijdverbreid voor.